# 津田信益
津田 信益（つだ のぶます）は、江戸時代初期の旗本、越前北ノ庄藩（福井藩）士。尾張犬山城主であった織田信清の子。織田信長の従甥。

## 生涯
信清は生涯を通して信長に反抗したが、その息子である信益は信長に罪を許され、天正9年（1581年）、連枝衆として馬揃に加わる。天正10年（1582年）、本能寺の変直前の信長上洛の際、蒲生賢秀らと共に安土城本丸の留守衆に名を連ねている（『信長公記』）。のち豊臣秀吉に仕え、茶道の縁で片桐且元の下にいたことがあるともされる。晩年は越前北ノ庄藩（福井藩）に仕えた。後述する娘らと共に、徳川将軍家との連絡役も行っていたようである。

## 子孫
長女の奈和（長寿院）は結城秀康の側室となり、北ノ庄藩領内の永平寺町の信益の屋敷で、越前大野藩主となる六男の松平直良を産んだ。1609年に死去している。
次女の於佐井（貞正院、1624年 - 1684年）は、徳川家康に望まれて嫡男秀忠の娘の東福門院に仕えた後、徳川義直の側室となり、義直正室の浅野氏の死後は継室として正室となり、娘（京姫、広幡忠幸室）を産んでいる。容姿の美しさや才知の素晴らしさが伝わっている。
長男信総（九郎次郎）、三男信勝は直良に仕えた。信勝は直良の勧めにより織田氏に復姓、大野藩（のちに明石藩）家老織田家の祖となる。信総の子直信は尾張藩士津田家の祖である。
結城秀康の側室に、侍女として仕えていた片桐氏の娘（お三の方）は、（前述の茶道の縁か）津田氏の推薦もあり、越前松平家4代松平光通の側室となったのち、光通唯一の男子であった松平直堅を産む。この直堅は紆余曲折あって福井藩を出奔することになるが、その際直良を頼り、大野藩の江戸藩邸に匿われた。この一件に際し直堅が直良を頼った理由は、片桐氏出身の母親からかつて片桐且元と縁があった津田信益を祖とする大野藩家老織田家（津田家）、そして津田家出身の長寿院を母とする直良へと繋がる縁を頼りにしたのだと推測される。

## 出自
織田信長の嫡男の信忠の次男、すなわち信長の孫に当たる織田秀則の後身（変名）であるという説がある。この説によると、関ヶ原で西軍として敗北した秀則は兄秀信と別れて落ち延び、結城秀康（秀康は一時期秀吉の養子であったため、越前松平家は親豊臣的だったとされる）に匿われ、織田家連枝が使う姓の「津田」に改め、“津田左衛門信益”と改名したという。

## 脚註
1. ↑  松平直堅もしくは松平光通の項目参照。